# 2010年世界房車錦標賽意大利站
2010年世界房車錦標賽意大利站是2010年度世界房車錦標賽的第三站賽事，正式比賽在2010年5月2日於意大利蒙扎賽道上舉行。這是第六次在意大利舉行賽事。第一回合由寶馬車隊的派奧勝出，第二回合由雪佛蘭車隊的伊雲·梅拿勝出。